# Franco Rasetti

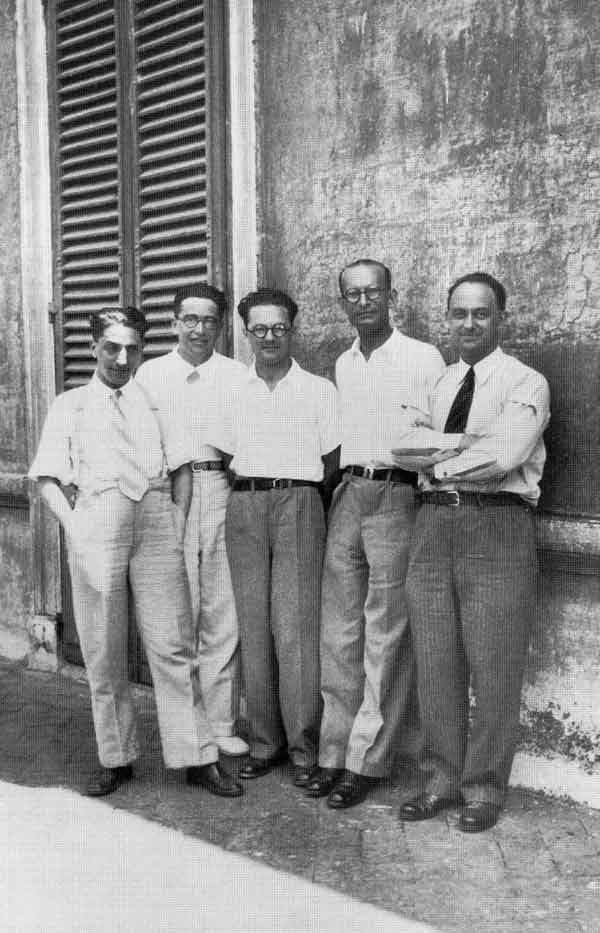
Die Physikgruppe um Enrico Fermi im Hof des Instituts für Physik (Via Panisperna) in Rom 1934 oder kurz danach, von links: Oscar D’Agostino, Emilio Segrè, Edoardo Amaldi, Franco Rasetti and Enrico Fermi

Franco Dino Rasetti (* 10. August 1901 in Castiglione del Lago, Italien; † 5. Dezember 2001 in Waremme, Belgien) war ein italienischer Physiker.

## Leben
Rasetti wurde 1901 in Pozzuolo Umbro, heute ein Ortsteil von Castiglione del Lago nahe Perugia, als Sohn von Giovanni Emilio Rasetti und Adele Galeotti geboren. Er war seit seiner Jugend hauptsächlich an Zoologie und Botanik interessiert, gefördert von seinem Onkel Gino Galeotti, der Professor für Pathologie in Turin war. Ab 1908 ar die Familie in Pisa, wo er das Liceo Galilei besuchte mit dem Abitur 1918. Mit seinem Schulfreund Gino Levi ging er damals auf Bergtouren und sammelte Pflanzen, Kristalle und Fossilien, wie sich die Schwester von Gino Levi, Natalia Ginzburg, erinnerte. An der Universität Pisa begann er auf Wunsch des Vaters ein Ingenieurstudium, wechselte aber unter dem Einfluss von Enrico Fermi, mit dem er sich befreundete, zur Physik. Wie er später bemerkte lernte er von Fermi weit mehr Physik als von seinen damaligen Professoren. 1922 wurde er in Pisa bei dem Spektroskopiker Luigi Puccianti mit einer Dissertation über die anomale Dispersion von Alkalimetalldämpfen promoviert (Laurea) und danach Dozent an der Universität Florenz am Lehrstuhl von Antonio Garbasso (1871–1933), der damals Bürgermeister von Florenz war. In Florenz, wo er ebenfalls mit Fermi war, beschäftigte er sich mit Atomphysik. 1927 kam er an die Universität Rom als erster Assistent von Orso Mario Corbino (1876–1937), dem Professor für Experimentalphysik und Direktor des Physik-Instituts. Dort wirkte als zentrale Persönlichkeit einer eigenen Schule von Physikern und als erster Professor für theoretische Physik an einer italienischen Universität Fermi, der auch mit dafür verantwortlich war, dass Rasetti nach Rom kam. 1928 wurde Rasetti Mitglied des Partito Nazionale Fascista.
1928/29 war Rasetti mit einem Rockefeller-Stipendium am Caltech bei Robert A. Millikan, wo er über den gerade entdeckten Raman-Effekt arbeitete, was ihm internationale Anerkennung brachte. Er stieß in den Spektren auf Abweichungen von den theoretischen Vorhersagen, die später auf die Existenz des Neutrons im Atomkern zurückgeführt wurden (was die Teilchen-Statistik in einigen Atomkernen änderte im Vergleich zu der Annahme des Aufbaus nur aus Protonen und Elektronen, von Fermistatistik zu Bosestatistik oder umgekehrt). Am Caltech traf er auch Arnold Sommerfeld und Werner Heisenberg, mit dem er sich befreundete. Bald darauf wandte er sich unter dem Einfluss von Fermi der Kernphysik zu. Er war 1931/32 (mit einem Rockefeller-Stipendium) und 1934/35 im Labor von Otto Hahn und Lise Meitner in Berlin, wo er Techniken im Umgang mit radioaktiven Stoffen erlernte. In der Gruppe von Fermi, die damals (1934) bahnbrechende Arbeiten über langsame Neutronen und durch Neutronen induzierte Radioaktivität unternahm, war er der Experte für die Präparation radioaktiver Substanzen. Als Corbino 1930 einen Lehrstuhl für Spektroskopie in Rom schuf, erhielt er diesen Lehrstuhl nach einem Wettbewerb, trat ihn aber erst 1934 an. 1935 war er ein Jahr an der Columbia University, forschte dort über Resonanzen für langsame Neutronen und lehrte an der Sommerschule der Cornell University (1936). Bei der Rückkehr nach Italien fand er die Entwicklung des faschistischen Staates unerträglich. Die faschistischen Rassegesetze zwangen viele seiner jüdischen Freunde und Kollegen zur Emigration und er suchte ebenfalls nach einer Stelle im Ausland.
1939 ging er kurz vor Ausbruch des Zweiten Weltkriegs an die Universität Laval in Kanada (auf Vermittlung der Päpstlichen Akademie der Wissenschaften), wo er das Physik-Institut gründete, zunächst seine Arbeit über langsame Neutronen fortsetzte und ab 1941 über kosmische Strahlung arbeitete. Dort war Bruno Pontecorvo ein Jahr sein Assistent. Ein Angebot während des Krieges in der Gruppe um Hans von Halban an der Universität Montreal im Umfeld des britischen Teils des Manhattan Projects zu arbeiten, lehnte er aus moralischen Gründen (Verwendung von Wissenschaft für zerstörerische Zwecke) und wegen seiner Abneigung gegen Arbeit in großen Gruppen ab (dort waren unter anderem George Placzek, Pontecorvo). Später meinte er dazu, es gäbe wenige Entscheidungen in seinem Leben, die er weniger bedaure. In den 1940er und 1950er Jahren arbeitete er zum Beispiel über Neutronenphysik und Elementarteilchenphysik, wobei er die kosmische Höhenstrahlung nutzte und dabei als einer der ersten den Zerfall des Myons (damals Mesotron genannt) im Labor beobachtete und dessen Lebensdauer bestimmte. Im Jahr 1947 ging Rasetti als Professor an die Johns Hopkins University, wo er bis zu seiner Emeritierung 1970 blieb. Seit 1952 hatte er die US-Staatsbürgerschaft. Nach seiner Pensionierung 1970 ging er wieder nach Italien. Ab 1977 lebte er in Waremma, wo er 2001 mit hundert Jahren starb.
Er bevorzugte Experimente isoliert für sich durchzuführen und mochte keine großen Arbeitsgruppen. Er konzentrierte sich auf ein Projekt und perfektionierte es so lange, bis er es völlig beherrschte. So baute er für seine Forschung zur kosmischen Strahlung völlig auf sich gestellt über 60 Geiger-Müller-Zählrohre und deren elektronische Schaltkreise. Als sich die Physik in den 1950er Jahren auf seinem Gebiet zunehmend in Richtung Big Science entwickelte begann er sich zunehmend der Geologie und Paläontologie zuzuwenden. Seine Beschäftigung mit Physik schränkte er in seiner Zeit an der Johns Hopkins University später auf ein Minimum ein.
1931 erhielt er die Mateucci-Medaille und 1932 den Righi-Preis der Akademie der Wissenschaften in Bologna. Er war Mitglied der Accademia dei Lincei (1936) und der Päpstlichen Akademie der Wissenschaften (1937). 1985 wurde er Ritter des Gran croce della Repubblica italiana.

## Wirken auf anderen Gebieten
Rasetti befasste sich seit seiner Zeit mit Kanada auch mit Paläontologie und sammelte Trilobiten, zunächst von einer bekannten Fundstelle nahe Québec, wo er gleich neue Arten entdeckte. Er las die Werke von Charles Doolittle Walcott und knüpfte (auf einer Bergtour 1941 in British Columbia) Kontakte zum Trilobitenexperten Charles E. Resser vom Smithsonian. Er setzte seine Forschungen, bei denen er hunderte neue Arten entdeckte und auch die Klassifikation revidierte, später in den USA fort und brachte es auch auf diesem Gebiet zu hohem Ansehen: 1952 wurde ihm die Charles Doolittle Walcott Medal der National Academy of Sciences verliehen. 1964 wurde er ehrenamtlicher Mitarbeiter (Honorary Research Associate) des Smithsonian. Er stiftete seine ganze Sammlung (insgesamt rund 50.000 Exemplare) dem Smithsonian und dem Canadian Museum of Nature und die aus seiner späteren Sammler- und Forschungstätigkeit im Südwesten Sardiniens dem Museum des Geologischen Dienstes Italiens in Rom. Nun ein Exemplar behielt er, das vollständig erhalten war (was selten ist) und vom Mount Stephen in British Columbia stammte. 1980 erschien sein Handbuch über die Alpenflora (I fiori delle Alpi).
Rasetti sammelte außerdem seit seiner Jugend Käfer und war später ein Experte für in Italien und den Alpen heimische Orchideen. Sein Interesse für Botanik erwachte schon an der Johns Hopkins University. Er war auch ein passionierter Bergsteiger, einem Hobby, dem er zum Beispiel mit dem mit ihm befreundeten Fritz Zwicky in Kalifornien nachgegangen war.